# Pollyanna-Hanellore Hangan
Pollyanna-Hanellore Hangan (n. 4 iulie 1975, Hunedoara, Hunedoara, România) este un deputat român, ales în 2020 și 2024 din partea USR. 